# Geremia (famiglia)
I Geremia o Geremei sono una famiglia nobile italiana che ha annoverato tra i suoi esponenti un beato.

## Storia
Originari di Bologna, hanno come capostipite Geremia, nipote di Sergio degli Onesti duca di Ravenna nel X secolo della stirpe dei Franchi, dal quale discese anche la famiglia Da Polenta. A seguito degli scontri con la famiglia ghibellina dei Lambertazzi, si diramarono in tutta Italia. Esponenti della famiglia parteciparono sia alla prima crociata che alla quinta, in quest'ultima un Baruffaldino capitanò i guelfi bolognesi. 
Il beato Pietro Geremia, chiamato Apostolo di Sicilia, appartenne ad un ramo della famiglia stabilitasi nel napoletano. Altri membri della famiglia ebbero cariche ecclesiastiche: un Ugo, vissuto nel XII secolo fu cardinale di San Teodoro; un Enrico fu vescovo di Bologna nel 1129; un Rodolfo fu vescovo anch'egli nel 1144. Altri membri invece ebbero cariche civili: un Rambertino fu potestà di Milano nel 1196; un Graidano fu potestà di Forlì e gonfaloniere di Bologna e altri furono consoli della stessa città.
Il remoto avo di Sergio degli Onesti fu Jeremias, o Geremia, duca di Colonia, un nobilissimo ed illustre eroe germano appartenente alla stirpe dei Franchi, venuto in Italia con quattro suoi concittadini: Lamberto, Egberto, Antemio, Terasio. Nell'anno 715 d.C. Jeremias si trasferì dall'attuale Renania Settentrionale-Vestfalia (in Germania) nella Bologna bizantina. Da questo Duca discesero sia il casato Geremia, sia la famiglia Da Polenta ma anche altre famiglie, tutte di origine germanica: Maffei, Buvatelli, Dotti, Primadizzi, Sopramari, Pritoni, Beccari, ecc. Inizialmente in Bologna queste famiglie erano denominate de Geremia o de Geremei in seguito si cognominarono ognuna dal nome proprio di ciascun discendente. Non tutte queste famiglie furono guelfe, alcune col tempo passarono alla fazione ghibellina, che a Bologna era capeggiata dalla famiglia Lambertazzi; mentre la famiglia Geremia a Bologna fu sempre a capo della fazione guelfa. Ad esempio la famiglia Maffei, pur essendo consanguinea della potente famiglia Geremia (o Geremei), nel tempo per vari motivi passò alla fazione capitanata dai Lambertazzi. 

Nel 1274 i Geremei ebbero la meglio sui Lambertazzi, pertanto tutti i ghibellini vennero scacciati dalla città di Bologna, con essi anche i Maffei dovettero abbandonare la città per stabilirsi a Verona. 